# Akokisa
Akokisa (Arkokisa, Orcoquiza),  Ime plemena porodice Attacapan iz jugpistočnog Teksasa između zaljeva Trinity Baya, i rijeka Trinity Rivera i Sabine Rivera. Ovo pleme očito je otkriveno oko zaljeva Galveston. Podaci o njima potječu od misijskih izvještaja. Neki od njih 1748.-'49. ulaze u misije San Ildefonso Mission na San Gabriel Riveru blizu Rockdalea, a iz nje odlaze 1755. kada je i napuštena. Uskoro se 1756.-'57. za njih i njihove rođake Bidai Indijance utemeljuje misija Nuestra Señora de la Luz koja se održala do 1772.
Kasnije se ovo pleme malo spominje. Godine 1805. imali su dva naselja, jedno na donjem Coloradu i drugo na obali između rijeka Neches i Sabine. Preživjeli Akokise pridružili su se Atákapa Indijancima iz jugozapadne Louisiane, nešto prije Teksaške Revolucije.
Akokise su svojevremeno nazivani i imenom Han. Oni bijahu lovci na medvjede i jelene, i manju divljač kao ptice i zeca. Bavili su se i sakupljanjem raznog divljeg bilja koje je također ulazilo u prehranu. 

## Vanjske poveznice
- Akokisa Indians